# オネートール
オネートール（古希: Ονήτωρ, Onētōr）は、ギリシア神話の人物である。長音を省略してオネトルとも表記される。主に以下の人物が知られている。
- イーデー山のゼウスの神官。息子のラーオゴノスはトロイア戦争で戦ったが、メーリオネースに討たれた[1]。
- メネラーオスの軍船の舵取りプロンティスの父[2]。